# Super Inggo
Super Inggo es una serie de televisión filipina transmitida por ABS-CBN desde el 28 de agosto de 2006 hasta el 9 de febrero de 2007. Está protagonizada por Makisig Morales.

## Elenco

### Elenco principal
- Makisig Morales como Super Inggo/Budong.
- Joshua Dionisio como Mighty Ken.
- Andrew Muhlach como Amazing Teg.
- Sam Concepcion como Boy Bawang.
- Herbert Bautista como Kumander Bawang.
- Zanjoe Marudo como Super Islaw.
- Meryll Soriano como Super Inday.
- Empress Schuck como Ava Avanico.
- Derek Ramsay como Louie/Machete.
- Empoy Marquez como Petrang Kabayo.
- Geoff Taylor como Geoff.
- Helga Krapf como Helga.
- Visam Arenas como él mismo.
- Kristoff Abrenica como Baltimore.
- Rico Barrera como Arkanghel.
- Matt Evans como Pedro Penduko.

### Elenco secundario
- Jairus Aquino como Pareng Jomar.
- Kathryn Bernardo como Maya.
- Angelu de Leon como Pacita.
- Alwyn Uytingco como Paloy.
- Mark Anthony Fernández como Kanor.
- Kaye Abad como Cynthia.
- Nova Villa como Lola Juaning.
- Chris Martinez como Joe Diokno.
- Matutina como Lola Impa.
- Dominic Roco como JP.
- Felix Roco como PJ.